# Villinki
Villinki (suédois : Villinge) est une île de la mer Baltique qui forme un quartier dans le district de Laajasalo à Helsinki en Finlande.

## Description

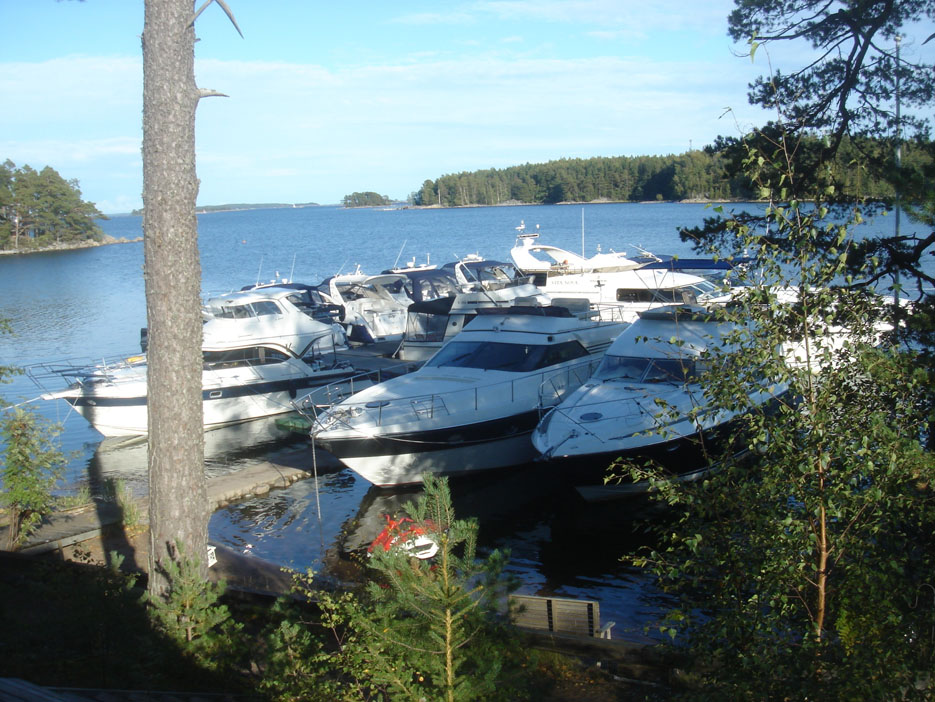
Rive ouest de Villinki.

L'île abrite le manoir de Villinki, qui a été séparé des terres du manoir de Degerö en 1798.
Le bâtiment principal du manoir de Villinki datant des années 1860 est entouré d'un parc.
À proximité se trouve un ancien bâtiment militaires du XVIIIe siècle, dont l'aspect actuel date des années 1920.
Autour du manoir, un habitat de villas apparaît dès la fin du XIXe siècle.
L'île compte maintenant quarantaine d'anciennes villas de valeur culturelle et historique de la période 1880-1930.
Les plus remarquables d'entre elles sont la Villa Granudd des années 1880, la Villa Villingenäs et la Villa Rauhala du début du XXXe siècle, et la Villa Oivala (1924, Oiva Kallio).

## Protection
La direction des musées de Finlande a classé Villinki parmi les Sites culturels construits d'intérêt national en Finlande.